# Frank Haller
Frank Bee Haller (San Francisco, Califòrnia, 6 de gener 1883 - Saint Louis, 30 d'abril de 1939) va ser un boxejador estatunidenc de primers del segle xx. El 1904 va prendre part en els Jocs Olímpics de Saint Louis, on guanyà la medalla de plata en la prova de pes ploma, en guanyar a Frederick Gilmore en semifinals i perdre la final contra Oliver Kirk.